# Marien Ngouabi

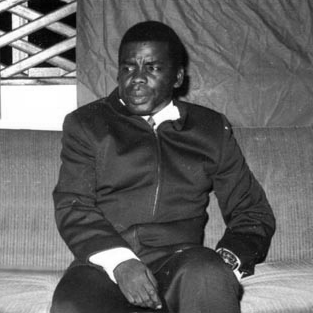
Marien Ngouabi 1972.

Marien Ngouabi, född 31 december 1938, död 18 mars 1977, var president i dåvarande folkrepubliken Kongo (Kongo-Brazzaville) från 1 januari 1969 till sin död.